# Charles Henry Dessalines d’Orbigny

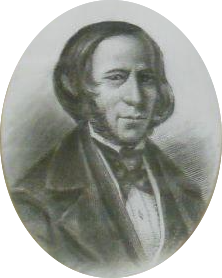

Charles Henry Dessalines d’Orbigny (ur. 2 grudnia 1806 w Couëron, zm. 14 lutego 1876 w Paryżu) – francuski botanik i geolog specjalizujący się w trzeciorzędzie Francji. Był młodszym bratem francuskiego przyrodnika i południowoamerykańskiego odkrywcy Alcide d’Orbigny. W Narodowym Muzeum Historii Naturalnej w Paryżu d’Orbigny sklasyfikował wiele gatunków roślin kwitnących, które jego brat przywiózł do Francji z podróży po Ameryce Południowej.
D’Orbigny jest autorem Słownika Powszechnego Historii Naturalnej, który jest uważany za jedną z wielkich XIX-wiecznych encyklopedii historii naturalnej. Encyklopedia zawiera ręcznie malowane ilustracje zwierząt i roślin.